# Claude Lévi
Claude Lévi, född 20 december 1922, är en fransk zoolog och marinbiolog som är specialist på tropiska svampdjur. Lévi är sedan 1966 professor vid Muséum National d'Histoire Naturelle (Laboratoire de Biologie des Invertébrés marins) i Paris i Frankrike..